# Molon
Molon (en francès Moulon) és un municipi francès situat al departament de la Gironda i a la regió de la Nova Aquitània.

## Demografia
| 1962                                       | 1968 | 1975 | 1982 | 1990 | 1999 | 2007 |
| ------------------------------------------ | ---- | ---- | ---- | ---- | ---- | ---- |
| 730                                        | 755  | 719  | 737  | 866  | 925  | 938  |
| Des de 1962: població sense dobles comptes |      |      |      |      |      |      |

## Administració
| Període   | Identitat   | Partit |
| --------- | ----------- | ------ |
| 1995-2010 | Alain Doleu | PCF    |
| 2010-     | Loïc Magnan | PCF    |